# Бацари (национальный заповедник)
Национальный заповедник Бацара расположен в Ахметском муниципалитете, у подножия Главного Кавказского Хребта. На правом берегу реки Алазани, в ущелье реки Бацари. Площадь 3042 гектара. Входит в состав охраняемых территорий Бацара-Бабанеури. Основан в 1935 году с целью защиты реликтового леса тиса, имеющего большую научную ценность. Тис произрастает как отдельной рощей, так и вперемешку с клёном, ясенем липой и другими деревьями.

## Флора и фауна
Фауна представлена большим разнообразием птиц (грифы, орлы, тетерева и др.) и млекопитающих (медведи, серны, лисы, косули, кролики, куницы, барсуки и др.).